# Maryannu
Maryannu è un'antica parola che sta a indicare la casta ereditaria della nobiltà guerriera che montava su carro, dominante in molte società del Medio Oriente durante l'età del bronzo. 
Le classi indoeuropee dei maryannu si presume abbiano governato sopra il regno hurrita di Mitanni e quello degli Ittiti. Molti regnanti cananei avevano nomi indoeuropei o hurriti, derivati forse da gruppi di immigranti maryannu. Gruppi simili dominarono le diverse città-Stato della Grecia micenea. 
Si pensa che la parola derivi dalla radice indoeuropea *mary, ovverosia "nobile". Il termine viene attestato nelle lettere di Amarna scritte da Haapi.
Lo storico statunitense Robert Drews sostiene che il nome maryannu, plurale, attacchi un suffisso hurrita al termine marya, che in sanscrito significa 'giovane guerriero'. Egli propone che all'inizio della tarda età del bronzo la maggioranza avrebbe parlato lo hurrita o l'ario, ma alla fine del XIV secolo a.C. la maggior parte dei maryannu del Levante aveva nomi semitici.
Con il "collasso dell'Età del Bronzo", anche questa casta di guerrieri specializzati scompare dalla documentazione. Le guerre continuano a combattersi con carro e cavallo, ma mutano le forme di reclutamento: dissolto il ruolo del palazzo, che concedeva ai maryannu compensi e terre in cambio dei loro servigi, gli organismi statuali acquisiscono ora una natura gentilizia, di solidarietà intra-etnica.